# Jakob Buchband
Jakob Buchband (ros. Яков Арнольдович Бухбанд, Jakow Arnoldowicz Buchband, ur. 1893 w Przemyślu, zm. 8 stycznia 1938) – funkcjonariusz radzieckich służb specjalnych, major bezpieczeństwa państwowego.

## Życiorys
Należał do partii anarchistów, w 1912 wstąpił do Socjaldemokratycznej Partii Robotniczej Austrii, w 1914 został wcielony do armii austro-węgierskiej i wysłany na front I wojny światowej, w 1915 dostał się do rosyjskiej niewoli. Do 1917 pracował jako maszynista w fabryce w guberni permskiej, w 1917 wstąpił do SDPRR(b), 1917-1918 stał na czele grupy socjaldemokratycznej "Internacjonalisty" i redagował gazetę 3 pułku międzynarodowego, 1918-1919 służył w Armii Czerwonej i wojskach służby wewnętrznej. Od maja 1919 do 1920 był pełnomocnikiem i kierownikiem agentury Wydziału Tajno-Operacyjnego Jekaterynburskiej Gubernialnej Czeki, 1920-1921 szefem sztabu operacyjnego groznieńskiej i terskiej gubernialnej Czeki, w 1921 kierownikiem agentury ds. partii politycznych i agentury sekcji tajno-operacyjnej górskiej obwodowej Czeki, a od stycznia 1922 kierownikiem agentury Wydziału Specjalnego i szefem Sztabu Operacyjnego ds. Walki z Bandytyzmem Piatigorskiej Okręgowej Czeki, następnie kierownikiem grupy operacyjnej ds. walki z bandytyzmem terskiej gubernialnej Czeki. Do kwietnia 1922 był szefem sekcji tajno-operacyjnej i zastępcą szefa rybińskiej gubernialnej Czeki/gubernialnego oddziału GPU, w kwietniu-maju 1922 p.o. szefa rybińskiego gubernialnego oddziału GPU, od maja do października 1922 szefem Wydziału Kontrwywiadowczego Pełnomocnego Przedstawicielstwa GPU Nadwołżańskiego Okręgu Wojskowego, a od października 1922 do marca 1924 szefem sekcji tajno-operacyjnej i zastępcą szefa kubańsko-czarnomorskiego obwodowego oddziału GPU.
Od marca do 30 września 1924 był p.o. szefa amurskiego gubernialnego oddziału GPU, od 30 września do 1 listopada 1924 szefem amurskiego gubernialnego oddziału GPU, od listopada 1924 do stycznia 1926 szefem sekcji tajno-operacyjnej i zastępcą szefa nadmorskiego gubernialnego oddziału GPU i jednocześnie od 29 czerwca do 1 września 1925 p.o. szefa nadmorskiego gubernialnego oddziału GPU. Od 8 marca 1926 do 6 września 1928 był szefem okręgowego oddziału GPU w Taganrogu, jednocześnie od listopada 1926 do kwietnia 1927 szefem Wydziału Specjalnego OGPU 13 Dywizji Piechoty, od października do grudnia 1928 pomocnikiem szefa Zarządu Ekonomicznego Pełnomocnego Przedstawicielstwa OGPU w Kraju Północnokaukaskim, a od stycznia 1929 do maja 1930 szefem Wydziału Tajnego i zastępcą szefa Zarządu Tajno-Operacyjnego Pełnomocnego Przedstawicielstwa OGPU w Kraju Środkowowołżańskim. Od 1 lipca 1930 do 28 kwietnia 1932 był szefem czytyjskiego okręgowego oddziału/sektora operacyjnego GPU, potem pracował w Głównym Zarządzie Poprawczych Obozów Pracy (Gułagu) OGPU ZSRR, od października 1932 do lutego 1933 jako pomocnik szefa Środkowoazjatyckiego Zarządu Poprawczych Obozów Pracy i Kolonii OGPU, a od 28 lutego do listopada 1933 szef Sołowieckiego Zarządu Poprawczych Obozów Pracy OGPU. Od lipca 1934 do grudnia 1936 był zastępcą szefa i szefem Zarządu Milicji Robotniczo-Chłopskiej Zarządu NKWD Krymskiej ASRR, od 11 lipca 1936 w stopniu majora milicji, od grudnia 1936 do lutego 1937 pozostawał w dyspozycji Głównego Zarządu Milicji Robotniczo-Chłopskiej NKWD ZSRR, a od lutego do maja 1937 był szefem Zarządu Milicji Robotniczo-Chłopskiej i pomocnikiem szefa Zarządu NKWD obwodu stalingradzkiego (obecnie obwód wołgogradzki) ds. milicji. 28 grudnia 1927 został odznaczony Orderem Czerwonego Sztandaru.
22 lipca 1937 został aresztowany, następnie skazany na śmierć i rozstrzelany.